# Матвеев, Александр Матвеевич (богослов)
Алекса́ндр Матве́евич Матве́ев (16 июня 1914 — 19 октября 1989) — русский советский богослов, профессор Ленинградской духовной академии.

## Биография
А. М. Матвеев родился 16 июня 1914 года в деревне Горушка Псковской губернии в семье крестьянина. С девяти лет совмещал учёбу с работой. После окончания средней школы поступил в 1934 году в Ленинградскую лесотехническую академию им. С. М. Кирова. С 1939 года, по окончании академии, работал во Львове, а после демобилизации из рядов Советской армии в 1945 году — в Ленинграде.
В 1947 году Александр Матвеев поступил в Ленинградскую духовную академию, которую окончил в 1951 году со степенью кандидата богословия за сочинение «Догмат о всеобщем воскресении в русской богословской литературе». Затем был помощником инспектора и секретарём заочного сектора академии, преподавателем библейской истории Нового Завета в семинарии, преподавал нравственное богословие в академии. Одновременно продолжал исполнять обязанности секретаря, а позже — заведующего заочным сектором. В 1963 году после произнесения пробных лекций он был утверждён в должности доцента. 24 марта 1977 года в актовом зале Ленинградских духовных академии и семинарии на открытом заседании Совета академии состоялась официальная защита доцентом Александром Матвеевичем Матвеевым диссертация «Нравственные основы христианского брака (опыт нравственно-психологического исследования)», представленной на соискание степени магистра богословия.
Диссертация состояла из двух частей. В первой части излагаются нравственные основы: в первой главе исследуются эмпирические основы нравственности, во второй — психологические, в третьей — рациональные, в четвёртой — религиозные. Такой последовательно-сравнительный анализ, по словам автора, «показывает высоту и важность религиозного начала не только как завершающего, но и как истинного». В пятой, последней главе первой части автор, проводя границу между знанием и нравственностью, сопоставляет, с одной стороны, нравственность, с другой — право, искусство, а также даёт анализ взаимоотношений личной и социальной нравственности.
Во второй части, состоящей из трёх глав, раскрывается достоинство христианского брака. В первой главе «Происхождение брака» дано понятие о браке вообще, приводятся наиболее характерные определения брака, говорится о Божественном установлении брака, а затем — о потере Божественного достоинства брака в язычестве и о восстановлении первоначального Божественного достоинства брака в христианстве. Во второй главе «Сущность брака» диссертант исследует четыре наиболее характерных стороны в браке: физическую, нравственную, юридическую и религиозную. В последней главе «Целевое назначение брака» рассматриваются, в соответствии со свидетельством Священного Писания, три основных цели брака: а) деторождение (Быт. 1, 27–28); б) взаимопомощь супругов (Быт. 2, 18) и в) сохранение целомудрия и телесной чистоты (1 Кор. 7, 2). В сочинении А. М. Матвеева говорится и о другом, столь же важном, как и брак, христианском пути жизни — монашестве, связанном с обетом сохранения девства.
Позже А. М. Матвеев получил звание профессора богословия в той же духовной академии. А. М. Матвеев составил ряд пособий для воспитанников семинарии и студентов академии.
А. М. Матвеев скончался 19 октября 1989 года. Погребён на городском кладбище в Гатчине. Могила находится вблизи центральной аллеи кладбища, недалеко от входа, в семейном некрополе (надгробия повёрнуты спиной к центральной аллее).

## Сочинения
- Матвеев А. М., Догмат о всеобщем воскресении в русской богословской литературе, 1951
- Матвеев A. M., Нравственные основы христианского брака (опыт нравственно-психологического исследования), 1975
- В Ленинградской духовной академии и семинарии [заочный сектор: начало 1956/57 учебного года] // Журнал Московской Патриархии. 1956. — № 11. — С. 42-43.
- Заочное обучение при Ленинградской духовной академии // Журнал Московской Патриархии. 1955. — № 12. — С. 28-29.
- Проф. С. А. Купрессов (некролог) // Журнал Московской Патриархии. 1966. — № 2. — С. 30-31.